# Karen Zapata
Lidia Karen Zapata Campos (Ferreñafe, 28 de diciembre de 1982) es una jugadora de ajedrez peruana que posee el título de Campeona Internacional de Ajedrez (IM, 1999). Es cuatro veces ganadora del Campeonato Peruano de Ajedrez Femenino (2000, 2002, 2003, 2004).

## Biografía
En 1999, en Santiago de Chile, Chile, ganó el Campeonato Panamericano de Ajedrez Femenino sub-20, y en 2000 en Bento Gonçalves, Brasil, ganó el Campeonato Panamericano de Ajedrez Femenino sub-18.En 2002, en La Paz, Bolivia, fue la segunda en el Campeonato Panamericano de Ajedrez Femenino en el grupo de edad U20. En agosto de 2005, fue segunda en el Campeonato Panamericano de Ajedrez Femenino, solo en un desempate después de perder contra la jugadora de ajedrez argentina Claudia Amura. Ganó cuatro veces en el Campeonato Peruano de Ajedrez Femenino: 2000, 2002, 2003 y 2004. En octubre de 2005, después de ganar el torneo de la zona de Sudamérica FIDE, se clasificó para el Campeonato Mundial Femenino de Ajedrez. En 2006, en Ekaterimburgo, Rusia, participó en el Campeonato Mundial de Ajedrez Femenino, donde ganó Kateryna Lagno en la primera ronda,pero en la segunda ronda perdió a Svetlana Matveeva.Luego de ganar repetidamente el torneo de la zona de Sudamérica FIDE en 2007 en Trujillo, Perú, donde superó a su compatriota Deysi Cori, fue seleccionada en el Campeonato Mundial de Ajedrez Femenino en Nalchik, Rusia, pero se negó a participar; y su rival en la primera ronda contra la búlgara Antoaneta Stefanova fue a la segunda ronda sin pelea. Jugó para Perú en tres Olimpiadas de Ajedrez Femeninas (2002-2006). En 1999, recibió el título de Maestra Internacional de Mujeres (WIM) de la FIDE.